# Bertelsmann-Preisausschreiben
Das Carl-Bertelsmann-Preisausschreiben war eine unregelmäßig durchgeführte literarische Auszeichnung durch den C. Bertelsmann Verlag (ab 1959 durch den Sigbert Mohn Verlag, Gütersloh), der für verschiedene Literaturgattungen vergeben wurde.
- 1954 für Romane
  - 1. Preis: Christine Brückner für Ehe die Spuren verwehen (15.000 DM)
  - 2. Preis: Erich Landgrebe für In sieben Tagen (10.000 DM)
  - zwei weitere Preise: Johannes Weidenheim für Das türkische Vaterunser und Ernst von Khuon für Gold auf dunklem Grund (je 5.000 DM)

- 1955 für Novellen
  - 1. Preis: Leopold Sievers für Serpentinen (2.500 DM)
  - 2. Preis: Erich Landgrebe (2.500 DM)
  - 3. Preis: Maria Müller-Gögler (1.000 DM)

- 1959 für Erzählungen
  - 1. Preis: Jeannie Ebner für Der Königstiger und Werner Wilk für Hellriegel (je 2.000 DM)
  - 2. Preis: Rüdiger Graf für Das Land Warum (1.000 DM)

In diesem Zusammenhang wurde 1956 auch der Lyrikpreis der Neuen Deutschen Hefte vergeben
- 1. Preis: Christine Busta
- 2. Preis: Christine Lavant
- 3. Preis: Doris Mühringer